# ماریلنا نئاکسو
ماریلنا نئاکسو (به انگلیسی: Marilena Neacșu) ژیمناست زادهٔ ۱۵ اوت ۱۹۶۱ میلادی اهل کشور رومانی است.